# Euspilotus pygidialis
Euspilotus pygidialis är en skalbaggsart som först beskrevs av Lewis 1903.  Euspilotus pygidialis ingår i släktet Euspilotus och familjen stumpbaggar. Inga underarter finns listade i Catalogue of Life.